# Брестсельмаш
Брестсельмаш (Брестский завод сельскохозяйственного машиностроения; бел. Брэстсельмаш; Брэсцкі завод сельскагаспадарчага машынабудавання) — бывшее белорусское машиностроительное предприятие, расположенное в Бресте. Специализировалось на производстве теплогенераторов, воздухонагревательных систем, отопительных котлов, блочных горелок, зерносушилок.

## История
В 1946 году в Бресте были основаны ремонтно-механический мастерские, подчинявшиеся Министерству обороны СССР. В 1960 году мастерские были преобразованы в ремонтно-механический завод объединения «Белсельхозтехника». В 1970 году преобразован в Брестский машиностроительный завод оборудования для животноводческих ферм, в 1975 году — в Брестский завод сельскохозяйственного машиностроения («Брестсельмаш»). В 1988—1991 годах завод назывался «Теплогенератор», входил в Государственное производственное объединение по машинам и оборудованию для животноводства и птицеводства «Живмаш». В 1991 году возвращено прежнее название, в 1993 году завод преобразован в народное предприятие «Брестсельмаш». В 2000 году завод был реорганизован в открытое акционерное общество. В 2005 году завод производил различные теплогенераторы, воздухонагреватели, котлы отопительные, горелки блочные, зерносушилки.

## Современное состояние
Акции завода были разделены между 454 физическими лицами и 4 юридическими лицами, доля акций в государственной собственности — 0%. 2018 и 2019 годы завод заканчивал с чистым убытком (в 2019 году — 1509 тыс. руб.). Выручка предприятия в 2019 году составила 3458 тыс. руб. при себестоимости реализованной продукции в 4670 тыс. руб. В 2019 году в компании работало 183 человека.
Завод производил зерносушилки и зерноочистительные комплексы, теплогенераторы, воздухонагреватели, топочные агрегаты, блочные горелки, отопительные котлы, агрегаты внесения удобрений.
15 июля 2021 года Экономический суд Брестской области открыл конкурсное производство по делу о банкротстве в отношении ОАО «Брестсельмаш». В 2022 году предприятие пыталось продать имущественный комплекс по производству тепловых агрегатов и установок, работающих на газе, жидком и твердом топливе за 9 млн белорусских рублей. 24 января 2024 года ОАО «Брестсельмаш» было ликвидировано и исключено из ЕГР в связи с банкротством.